# ČSOB Poštovní spořitelna

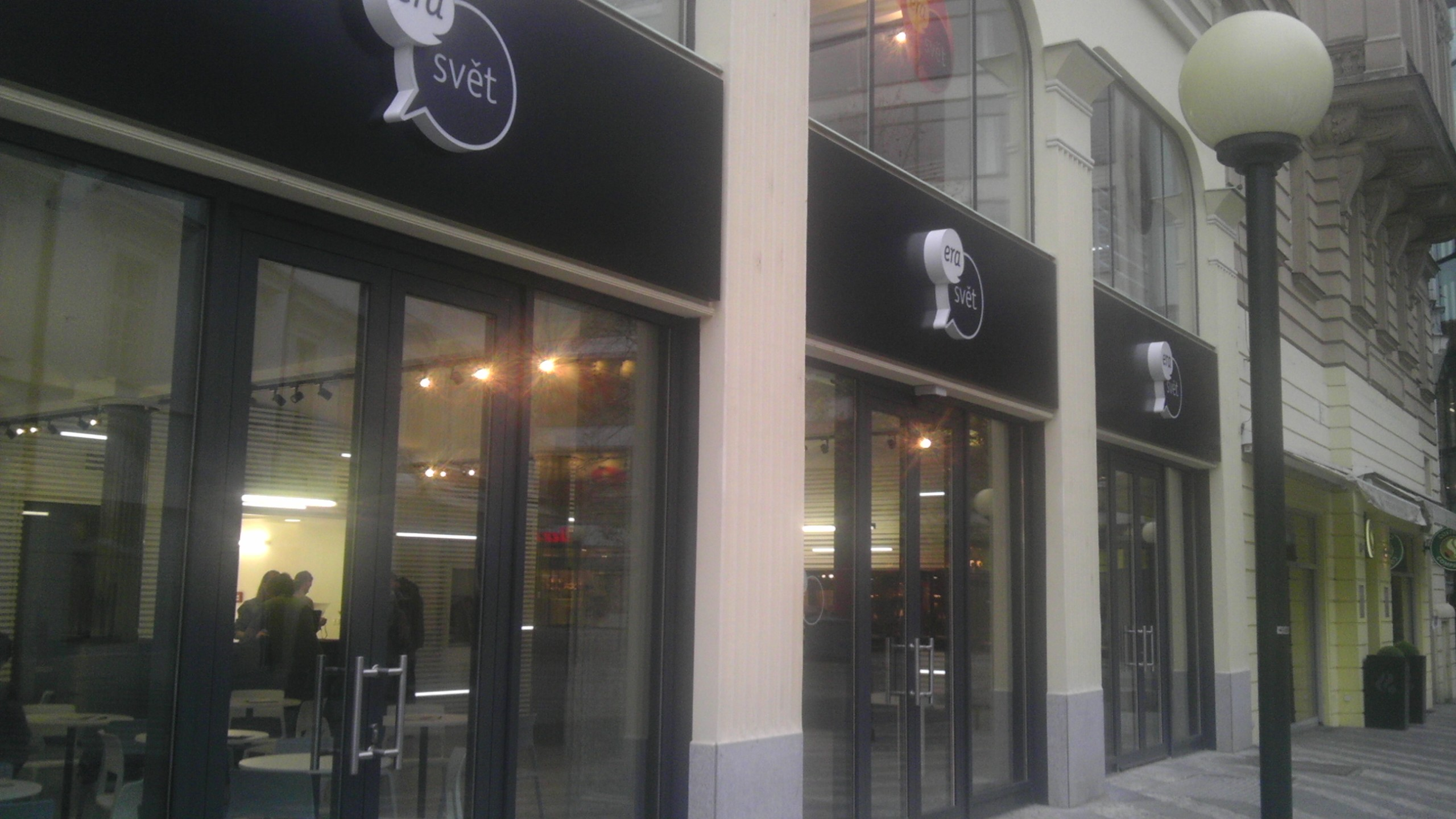
Era svět na Jungmannově nám., Praha 2012

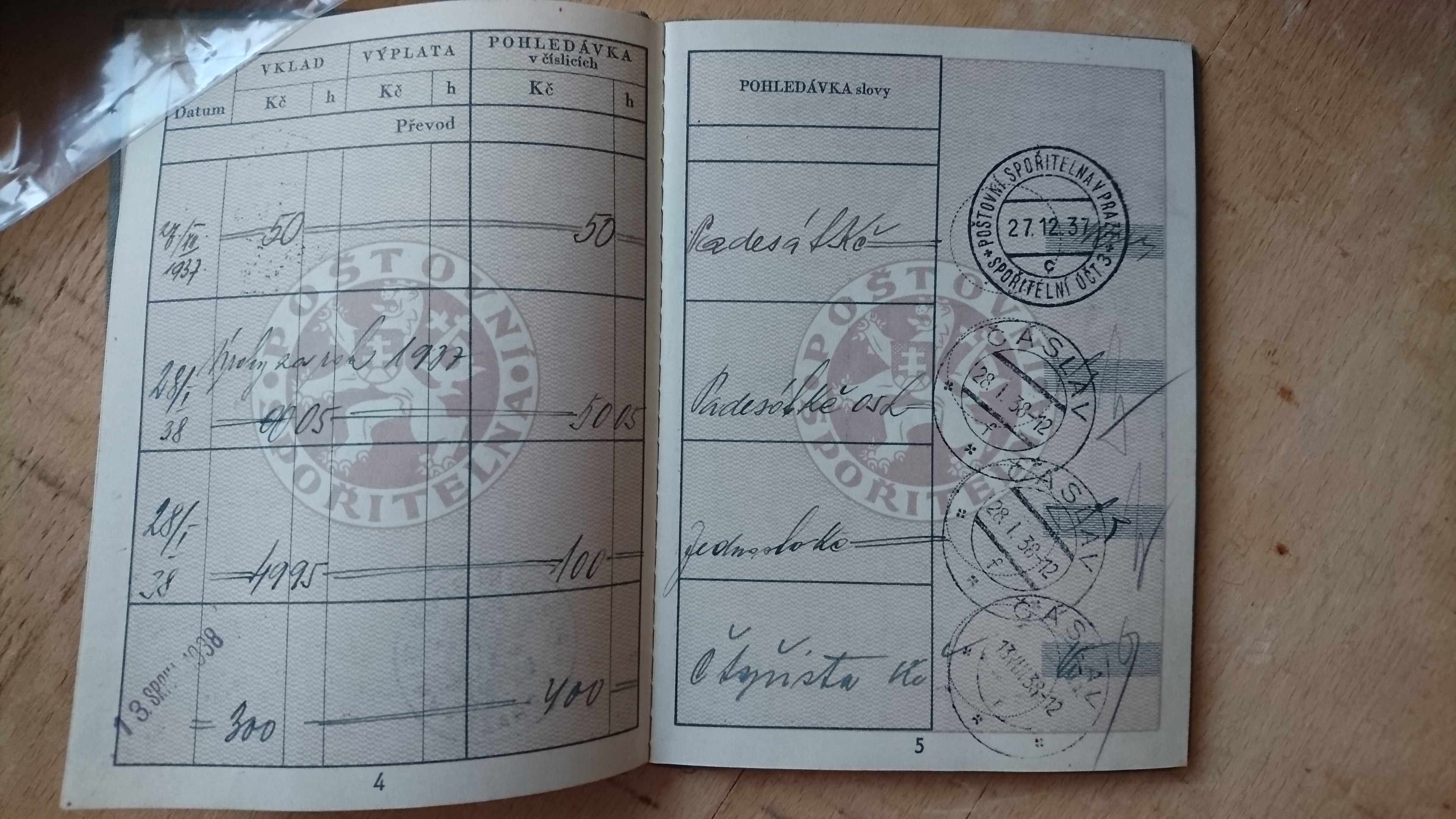
Vkladní knížka Poštovní spořitelny z 30. let 20. století

ČSOB Poštovní spořitelna je obchodní značkou ČSOB. Vznikla v roce 1991 původně jako samostatná banka pod názvem Poštovní banka. Název Poštovní spořitelna užívá až od roku 1995. V tomto roce ji převzala Investiční a poštovní banka. V roce 2000 se Poštovní spořitelna stala součástí skupiny ČSOB vlastněné belgickou KBC Bank. Služby Poštovní spořitelny jsou poskytovány na přepážkách České pošty a na Finančních centrech Poštovní spořitelny. Díky své rozsáhlé pobočkové síti je tak Poštovní spořitelna aktuálně nejlépe dostupnou bankou na českém trhu. V roce 2010 začala pod jednou střechou s Poštovní spořitelnou působit také značka Era. ČSOB se podařilo v roce 2017 prodloužit spolupráci s Českou poštou na dalších 10 let, a rozšířila tak nabídku produktů a služeb Poštovní spořitelny na poštách. Již v roce 2016 byla představena Poštovní půjčka, která slavila u klientů úspěch stejně jako Poštovní účet, který Poštovní spořitelna představila na trhu v roce 2017. Začátkem roku 2018 pak značka spustila prodej Poštovního pojištění a Poštovních fondů. Kromě rozšířené a aktualizované nabídky produktů a služeb, přišla Poštovní spořitelna i s novým marketingovým konceptem s poštovními skřítky. Rozvojem služeb a značky Poštovní spořitelny zanikly důvody pro oddělení značky Era a došlo ke sjednocení obsluhy a produktů obou značek.
Obchodní síť Poštovní spořitelny představuje v současnosti 80 Finančních center Poštovní spořitelny a více než 3 000 poboček České pošty. Své služby poskytuje Poštovní spořitelna přibližně 2 milionům klientů. Zaměřuje se na poskytování drobného bankovnictví, kde zajišťuje komplexní služby jak fyzickým osobám, tak i podnikatelským subjektům. Veškeré informace o nabídce produktů a služeb jsou k dispozici na webových stránkách.
Poštovní spořitelna nabízí také možnost zřídit vkladní knížku dětskou pro děti již od narození. Obsluhovat takovou vkladní knížku je možné jak ve Finančních centrech, tak na pobočkách České pošty. Vklad na takovou knížku může realizovat rodič i třetí osoba bezhotovostně.

## Propojení služeb s ČSOB
Dne 6. června 2022 Poštovní spořitelna změnila název na ČSOB Poštovní spořitelnu a začala používat modré logo ČSOB. Důvodem je snaha o ještě větší propojení služeb ČSOB a Poštovní spořitelny a postupné utlumení značky.

## Historie poštovních spořitelen

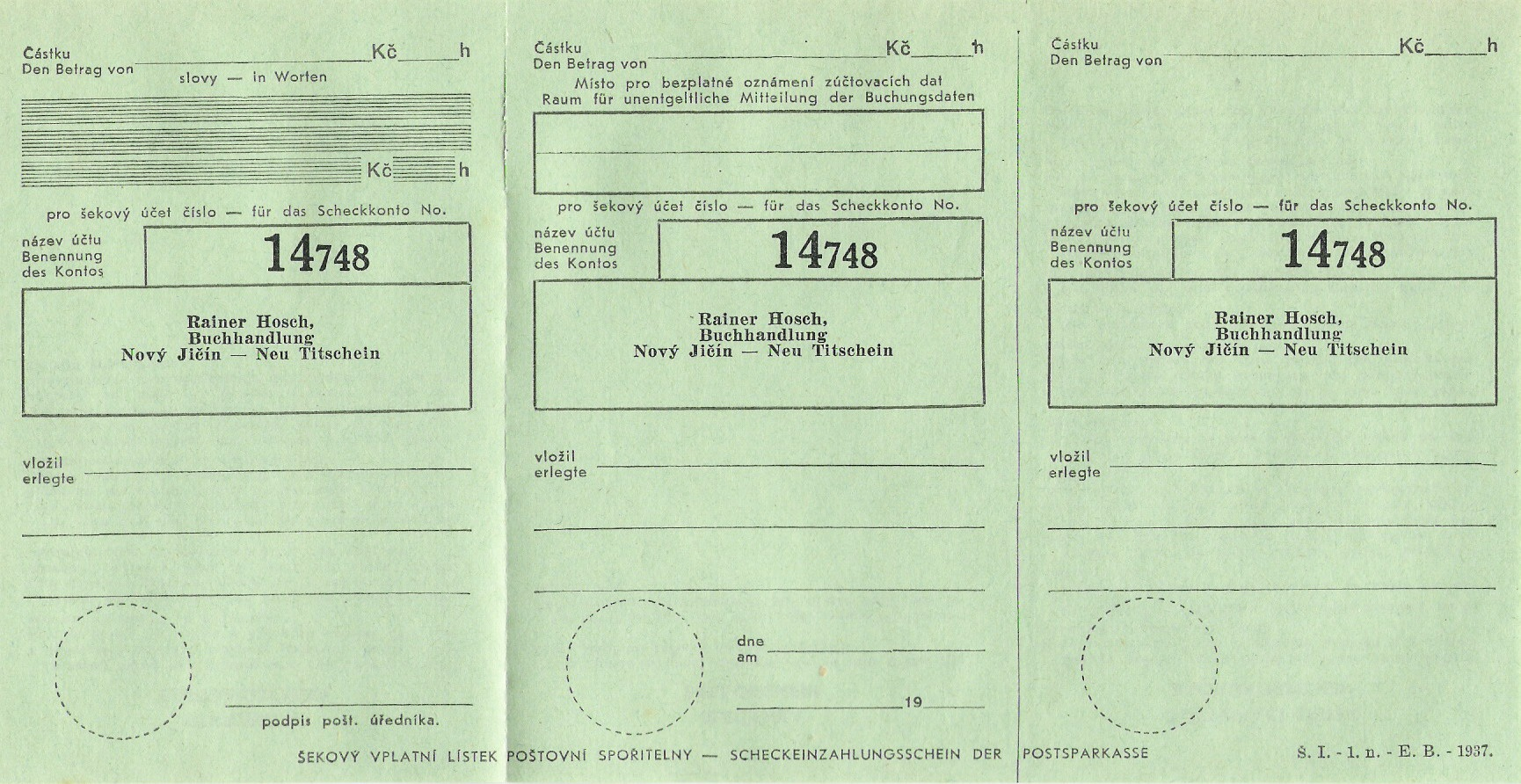
Šekový vplatní lístek Poštovní spořitelny z roku 1937

Historie poštovních spořitelen sahá do 19. století. V předválečném Československu fungovala poštovní spořitelna, která navázala na svou rakousko-uherskou předchůdkyni. Československá poštovní spořitelna byla založena v roce 1918, kdy převzala v novém československém státě šekovou službu bývalého rakouského poštovního spořitelního úřadu ve Vídni. Byla tehdy zřízena jen jako správní úřad v oboru působnosti poštovní správy. Zákonem číslo 140/1919 Sb. byl zřízen Poštovní úřad šekový. Jeho úkolem bylo provádět bezhotovostní platby mezi jednotlivými hospodářskými subjekty. Tím sehrál důležitou roli při stabilizaci měnových poměrů v nově vzniklé ČSR, čímž snížil potřebu oběživa na platby v hotovosti. U Poštovního úřadu šekového se zároveň soustřeďovala největší část příjmů a výplat státu na ústředním kontě. V roce 1930 byl zákonem č. 143/1930 Sb. přeměněn Poštovní úřad šekový na Poštovní spořitelnu, když jako nový atribut jeho činnosti byla zavedena spořitelní služba. Tato instituce byla rovněž důležitým činitelem a místem pro upisování vnitřních státních půjček. Historické dokumenty k existenci této instituce se nacházejí v Archivu ČNB.